# Сирниця (Пазарджицька область)
Сирни́ця (болг. Сърница) — місто в Пазарджицькій області Болгарії. Входить до складу общини Велинград.

## Населення
За даними перепису населення 2011 року у місті проживали 3579 осіб.
Національний склад населення міста:
| Національність   | Кількість осіб | Відсоток |
| ---------------- | -------------- | -------- |
| болгари          | 1765           | 76,2%    |
| турки            | 158            | 6,8%     |
| інша             | 302            | 13,0%    |
| Всього відповіли | 2317           |          |

Розподіл населення за віком у 2011 році:
Динаміка населення: